# Rikke Louise Andersson
Pour les articles homonymes, voir Andersson.
Rikke Louise Andersson, née le 13 mars 1972 à Copenhague (Danemark), est une actrice danoise.

## Biographie
Rikke Louise Andersson divertit et joue au théâtre depuis qu'elle est très jeune, notamment dans la troupe de théâtre pour enfants Gawenda. À 12 ans, elle est recrutée par Anette Pilmark pour jouer dans la série télévisée Ludo. Elle participe également aux séries Taxa, Strisser på Samsø et Anna Pihl.
Le rôle de la pute Joyce dans Le Veilleur de nuit (Nattevagten) lui vaut le prix Bodil de la meilleure actrice dans un second rôle en 1995.

## Filmographie partielle

### Au cinéma
- 1994 : Le Veilleur de nuit (Nattevagten) : Joyce (la prostituée) - prix Bodil de la meilleure actrice dans un second rôle
- 1995 : Kun en pige (da) : Irene
- 1995 : Sidste time (da) : Inga
- 1996 : Mørkeleg (da) : Aia
- 1997 : Royal blues (da) : Belinda
- 1999 : Bleeder : Louise
- 2000 : Fruen på Hamre (da) : Grethe (la sœur de Bent)
- 2004 : Den gode strømer (da) : le journaliste "manqué"
- 2006 : Forestillingen om et ukompliceret liv med en mand (da) : Susanne (court métrage)
- 2007 : Karlas kabale (da) : la fille en kiosque
- 2007 : Hvid nat (da) : Karina Nielsen
- 2007 : Anja og Viktor - Brændende kærlighed (da) : Liv (la réceptionniste)
- 2010 : Sandheden om mænd (da) : Lærke, 33 ans
- 2010 : Revenge (Hævnen) : l'épouse de Lars
- 2010 : Min bedste fjende (da) : le professeur de Frans
- 2011 : Skyskraber (da) : Vivi
- 2012 : Love Is All You Need (Den skaldede frisør) : l'invitée au mariage
- 2014 : Klassefesten 2: Begravelsen (da) : l'hôtesse au speed dating
- 2015 : Mænd  og  høns : Sara
- 2017 : Alle for tre (da) : Lonnie (l'ex-femme de Timos)
- 2018 : Så længe jeg lever (da) : la mère de John
- 2019 : Ninna (da) : Judith
- 2020 : Riders of Justice (Retfærdighedens ryttere) : psychologue 2
- 2021 : Et le ciel s'assombrit : la mère de Frederik
- 2022 : Alle for fire  (da) : Lonnie  (post-production)

### Télévision
| Année   | Titre             | Rôle                   | Remarques        |
| ------- | ----------------- | ---------------------- | ---------------- |
| 1985    | Ludo              | Rikke                  |                  |
| 1997-99 | Taxa              | Loulou                 | épisodes 6 et 50 |
| 1997-98 | Strisser på Samsø | rockers                | épisode 5        |
| 2006-08 | Anna Pihl         | Berit                  | S1E3             |
| 2012    | Limbo             |                        |                  |
| 2012-17 | Rita              | Hanne, la mère de Rosa | épisodes 1 et 3  |
| 2014-15 | Bankerot          | Hannah                 |                  |
| 2016    | Ditte & Louise 2  | Gry                    | S2E2             |

## Récompenses et distinctions
- (en) Rikke Louise Andersson: Awards, sur l'Internet Movie Database